# Stat marionetă
Un stat/regim marionetă este o entitate statală/guvernamentală care își datorează existență sprijinului unei entități mai puternice, de obicei o putere străină, care în schimb îi dictează orientarea politică. 
Termenul este folosit în disputele politice aproape exclusiv de detractorii regimului considerat a fi doar o marionetă, indiferent dacă majoritatea cetățenilor statului respectiv sunt la curent sau nu cu respectiva caracterizare. De multe ori, un regim proclamat marionetă capătă această caracterizare din partea unui alt regim rival, care încearcă să se proclame legitim, în comparație cu primul, marioneta, care ar fi astfel lipsit de legitimitate. 
De exemplu, fiecare dintre cele două Corei folosesc o retorică prin care se proclamă singurul reprezentant legitim al populației peninsulei, fiecare dintre cele două guverne proclamându-l pe celălalt marioneta unei supraputeri: Statele Unite, respectiv Republica Populară Chineză. 
Un stat vasal poate fi instituit ca urmare a unei înfrângeri militare, când puterea câștigătoare nu are suficientă forță militară pentru a control în totalitate statul înfrânt, sau nu are suficientă populație ca să poată coloniza noile achiziții teritoriale. Plata tributului este legătura dintre puterea învingătoare și vasal, o soluție de compromis acceptată de ambele părți. 
Conducerile unor state care au preluat puterea după o intervenție militară străină, sau ca urmare a unei amenințări militare străine, sunt de cele mai multe ori considerate de oponenții lor ca fiind regimuri marionetă. Uneori, asemenea acuzații sunt folosite pentru destabilizarea țării și pentru încurajarea tentativelor de lovituri de stat.

## Țări caracterizate ca fiind state marionetă

### Al doilea război mondial
Aliații din al doilea război mondial își acuzau inamicii, puterile Axei, că au înființat state marionetă în teritoriile cucerite. 

#### Europa
Guvernele de orientare fascistă instalate de Germania Nazistă în timpul celui de-al doilea război mondial au fost și sunt considerate în continuare regimuri marionetă, (în mod special în literatura Aliaților). Aceste țări marionetă includ: 
- Belgia (1939-1945). Mișcarea Rexistă a reușit să obțină un anumit sprijin electoral în deceniul al patrulea al secolului trecut, numeroși dintre membrii ei au sprijinit ocupanții naziști în timpul celui de-al doilea război mondial.
- Olanda (1939-1945). Germanii au instalat un guvern marionetă al Mișcării Național-Socialiste din Țările de Jos (în neerlandeză Nationaal-Socialistische Beweging in Nederland, NSB), în fruntea cu Anton Mussert.
- Albania (1939-1944), stat marionetă al Italiei în timpul domniei regelui Zog și a perioadei ocupației fasciste.
- Slovacia în timpul guvernării Partidului Poporului Slovac (1939-1944), partid naționalist și fascist, asociat cu Biserica Romano-catolică. Monseniorul Jozef Tiso a devenit șeful statului, într-o Slovacie care era formal independentă
- Franța regimului de la Vichy de sub conducerea lui Philippe Pétain (1940-1944). S-a bucurat de un anumit grad de autonomie până în 1942.
- Grecia în timpul regimurilor marionetă a colaboraționiștilor Georgios Tsolakoglou, Konstantinos Logothetopoulos și Ioannis Rallis (1941-1944).
- Statul Independent al Croației condus de mișcarea Ustaše (1941-1945).
- Norvegia (1943-1945) sub conducerea lui Vidkun Quisling, care încercase o lovitură de stat în timpul invaziei germane, pe 9 aprilie 1940, dar care a fost numit în fruntea guvernului pe 1 februarie 1943.
- Republica Socială Italiană (1943-1945). După ce guvernul lui Pietro Badoglio a scos Italia din rândul Puterilor Axei, germanii au ocupat țara, proclamând Republica Socială Italiană.
- Ungaria (1944-1945) în timpul regimului lui Ferenc Szálasi.
- Serbia (1941-1944), în timpul regimului generalului Milan Nedić.

#### Imperiul Japonez
În timpul perioadei războiului din Pacific, (din care face parte și teatrul de luptă Pacific al celui de-al doilea război mondial), Japonia a înființat un număr de state pe care istoricii le consideră state marionetă:
- Manchukuo (1931-1945), creat în Manciuria sub conducerea ultimului împărat chinez Puyi.
- Consiliul Politic Chahar, octombrie 1935 – aprilie 1937
- Statul Autonom al Hopeiului de Răsărit, noiembrie 1935 – iulie 1937, condus de Yin Ju-keng.
- Mengjiang (aprilie 1937 – 1945), stat asemănător cu Manchukuo, creat în Mongolia Interioară.
- Guvernul Provizoriu al Chinei, 14 decembrie 1937 – 30 martie 1940
- Guvernul Naționalist din Nanjing (1940 – 1945), format în Nanjing de colaboraționistul Wang Jingwei.
- Statul Burma (Myanmar, 1942-1945), sub conducerea lui Ba Maw.
- Filipine (1943-1945), conduse de regimul colaboraționist al lui José P. Laurel.
- Guvernul Provizoriu al Indiei Libere (1943-1945), format în Singapore, în octombrie 1943 de Subhash Chandra Bose. Guvernul marionetă a fost format în perspectiva ofensivei japoneze din India.
- Imperiul Vietnamului, (martie - august 1945) sub regimul împăratului Bảo Đại, cu prim-ministrul Tran Trong Kim, după proclamarea independenței față de Franța.
- Regatul Cambodgiei (Cambodgia, martie - august 1945), regimul regelui Norodom Sihanouk, cu prim-ministrul Son Ngoc Thanh, după proclamarea independenței față de Franța.
- Regatul Laosului, regimul regelui Sisavang Vong, după proclamarea independenței față de Franța.

### Războiul Rece
În timpul Războiului Rece, acuzațiile că un anumit stat era doar o marionetă a uneia dintre supraputerile momentului erau lucruri comune în timpul conflictului ideologic și economic dintre Statele Unite și Uniunea Sovietică. Orice stat care alegea să-și alinieze politica cu cea a SUA sau a URSS era în primejdie să fie declarat stat marionetă a unei supraputeri. În conformitate cu această tendință, blocul răsăritean controlat de Moscova era etichetat drept Imperiul Sovietic sau "imperiul răului". Pe de altă parte, Statele Unite erau numite "Imperiul Yankeilor" în alte regiuni ale lumii, în special în America Latină, în principal datorită sprijinului oferit dictatorilor militari în deceniile al cincilea, al șaselea, al șaptelea și al optulea ale secolului trecut. 

#### "Statele satelit"
La terminarea celui de-al doilea război mondial, a existat o înțelegere între Aliați cu privire la ocuparea temporară a teritoriilor pe care le cuceriseră în timpul războiului. Teritoriile ocupate de Statele Unite, Regatul Unit și Franța au devenit democrații cu economii de piață, aliate cu SUA, în vreme ce teritoriile ocupate de Uniunea Sovietică au devenit state comuniste cu economii centralizate de stat, aliate cu URSS. Această împărțire a dus la împărțirea Germaniei – Uniunea Sovietică a ocupat Germania Răsăriteană, care a devenit Republica Democrată Germană, iar SUA și celelalte puteri occidentale învingătoare au ocupat Germania Apuseană, care avea să devină Republica Federală Germania. 
Țările europene membre ale Pactului de la Varșovia – Republica Populară Polonia, Republica Socialistă Cehoslovacia, Republica Populară Ungaria, Republica Socialistă România, Republica Populară Bulgaria și Republica Democrată Germană – erau state satelite ale Uniunii Sovietice. Deși liderii sovietici afirmau că națiunile din Pactul de la Varșovia erau entități egale în drepturi, care erau membre ale unei alianțe democratice, realitatea era cu totul alta – URSS-ul își impunea deciziile prin utilizarea forței sau a amenințării cu forța. De exemplu, când comuniștii polonezi au încercat să-l aleagă pe Władysław Gomułka în fruntea partidului, liderii sovietici le-a ordonat polonezilor să anuleze alegerea făcută, sau urmau să fie zdrobiți de tancurile sovietice. 
Primăvara de la Praga din 1968 a dus la invadarea Cehoslovaciei de țările membre ale Pactului de la Varșovia (cu excepția României), într-o acțiune coordonată de URSS. Ca justificare pentru această invazie, Uniunea Sovietică a folosit Doctrina Brejnev, prin care se afirma că datoria tuturor statelor socialiste este să apere un stat-frate să nu cadă pradă reîntoarcerii la capitalism. Țările occidentale au interpretat Doctrina Brejnev ca o expresie a autorității Moscovei asupra statelor comuniste satelit, aflate în sfera sa de influență. 
Analiștii politici și publicul american credeau cu o așa tărie că țările comuniste din Europa Răsăriteană sunt state marionetă ale sovieticilor, încât afirmația contrară a candidatului la alegerile prezidențiale americane din 1976, Gerald Ford, făcută în campania electorală, a fost considerată o gafă de proporții, care a dus la câștigarea alegerilor de oponentul său, Jimmy Carter. Acesta a replicat că dorește să-l vadă pe Ford cum îi poate convinge pe americanii de origine cehă sau poloneză că țările lor de origine nu se află sub dominația sovietică. În 1987, președintele Ronald Reagan, într-un discurs ținut în fața Zidului Berlinului, nu l-a provocat pe liderul est-german, ci mai degrabă pe liderul sovietic Mihail Gorbaciov să "...dărâme acel zid".
Gorbaciov a renunțat în cele din urmă la Doctrina Brejnev, numindu-și în glumă noua orientare politică "Doctrina Sinatra", (referire la cântecul "My Way"), datorită permisiunii acordate țărilor est-europene să decidă liber asupra politicii lor interne. În numai doi ani după adoptarea noii orientări a politice externe sovietice, regimurile est-europene au căzut, statele respective orientându-se către integrarea în structurile NATO, UE, abandonând URSS.

#### Războaiele din Coreea și Vietnam
În perioada războiului din Coreea (1950-1953), Coreea de Sud a fost acuzată de Coreea de Nord că a fost statul marionetă a SUA. În același timp, SUA și aliații lor afirmau că nord-coreenii sunt marionetele sovieticilor. Sfârșitul războiului și anii care au trecut nu au dus și la încetarea acuzațiilor reciproce, Coreea de Nord reiterând acuzațiile la adresa Coreei de Sud, citând legea care plasează armata sud-coreeană sub comanda americană pe timp de război. 
Războiul din Vietnam a fost văzut de multă lume ca un război prin delegație, cu acuzații din partea superputerilor că părțile beligerante ar fi de fapt regimuri marionetă. În zilele noastre, majoritatea istoricilor sunt de acord că guvernul sud-vietnamez nu era decât un regim marionetă sprijinit de americani. 

#### Calea nealinierii
Datorită dorinței multor state pentru o independență reală, acestea s-au alăturat Mișcării de Nealiniere, încercând să se îndepărteze de politica Războiului Rece. Chiar și printre statele socialiste au existat participanți la această mișcare, țări care au ales să nu se alieze cu Moscova. Exemplul cel mai cunoscut a fost Iugoslavia, care a fost fondatoare a Mișcării de Nealiniere. România, deși era membră a Tratatului de la Varșovia, a simpatizat cu nealiniații, uneori opunându-se politicii sovietice. Coreea de Nord a fost o țară socialistă care a căutat să aibă o cale politică independentă, adoptând izolaționismul ideologiei Juche.
Când Partidul Comunist Chinez a reușit să înfrângă în cele din urmă Kuomintangul în 1949 în războiul civil din China, mulți observatori occidentali au crezut că sprijinul oferit de Stalin comuniștilor chinezi va transforma Republica Populară Chineză într-un stat marionetă al sovieticilor. Ruptura chino-sovietică a pus capăt prejudecăților occidentalilor, iar China s-a dovedit o putere independentă, ceea ce i-a permis președintelui american Richard Nixon să profite de pe urma disensiunilor chino-sovietice și deschidă calea normalizării relațiilor americano-chineze. În 1972, Nixon a vizitat China și s-a întâlnit cu liderul chinez Mao Zedong. (Vedeți și Diplomația ping-pong.)
Albania comunistă are o istorie interesantă a schimbării alianțelor de-a lungul întregului război rece. La începutul existenței sale, Albania a fost un aliat al Uniunii Sovietice și al lui Stalin împotriva Iugoslaviei titoiste. Albania și-a modificat orientarea politicii externe către China în 1956, iar, de la jumătatea deceniului al optulea, către Iugoslavia. 

### "Războiul împotriva terorismului"
În ultimii ani, invazia Statelor Unite în Afghanistan și invazia Statelor Unite în Irak au dus la instalarea în sus-numitele țări a unor guverne privite de criticii administrației americane ca regimuri marionetă. 

### Statele Unite și Israelul
Există un număr în creștere de analiști antisioniști care susțin teoria conform căreia Statele Unite ar fi un stat marionetă a sioniștilor, acești politologi amintind de existența unui așa-numit guvern sionist de ocupație. Susținătorii acestei teorii afirmă că anumite conflicte internaționale sunt generate pentru a proteja interesele sioniștilor. 
Un punct de vedere opus din cercurile radicale de stânga este acela că Israelul este un stat satelit înarmat de Statele Unite, care-și duce "războaiele imperialiste" din Orientul Mijlociu și își promovează politica de americanizare și impunere a "culturii imperialiste americane" prin intermediul interpușilor israelieni.

### Statele separatiste – state marionetă
Există o serie de state nerecunoscute pe plan internațional, a căror existență este datorată exclusiv protecției unor state puternice din vecinătate. (De exemplu Abhazia, Ciprul de Nord, Osetia de Sud, Republica Moldovenească Transnistreană, etc.)

### Foste state marionetă nerecunoscute din Africa de Sud
În deceniile al optulea și al nouălea, în Africa de Sud au fost proclamate patru bantustane. Toate patru au fost reincorporate în Africa de Sud în 1994. 

## State marionetă istorice
Listă (incompletă) a statelor marionetă:
- Irlanda de Nord controlată de Marea Britanie 1921 - 1969.
- Polonia Congresului controlată de Imperiul Rus.
- Marele Ducat al Finlandei controlat de Imperiul Rus.
- Ducatul Varșoviei controlat de Primul Imperiu Francez.
- Regatul Olandei controlat de Primul Imperiu Francez.
- Republica Batavă controlată de Franța Revoluționară.
- Principatele române Valahia și Moldova controlate de Imperiul Otoman.
- Al Doilea Imperiu Mexican condus de împăratul Maximilian (1864-1867) instalat de Al Doilea Imperiu Francez după Intervenția franceză din Mexic.
- Regatul Granadei din timpul ultimei faze a Reconquistei, stat vasal al Castiliei.
- Honduras aflat sub controlul de facto al Guatemalei în 1876-1891.
- Dinastia Goryeo din Coreea a fost într-o anumită perioadă controlată de Imperiul Mongol.
- Iudeea vasală a Imperiului Roman.
- Armenia vasală a Imperiului Roman.
- Macedonia vasală a Imperiului Persan.
- Nubia controlată de Egiptul Antic.